# Solan
För andra betydelser, se Solan (olika betydelser).

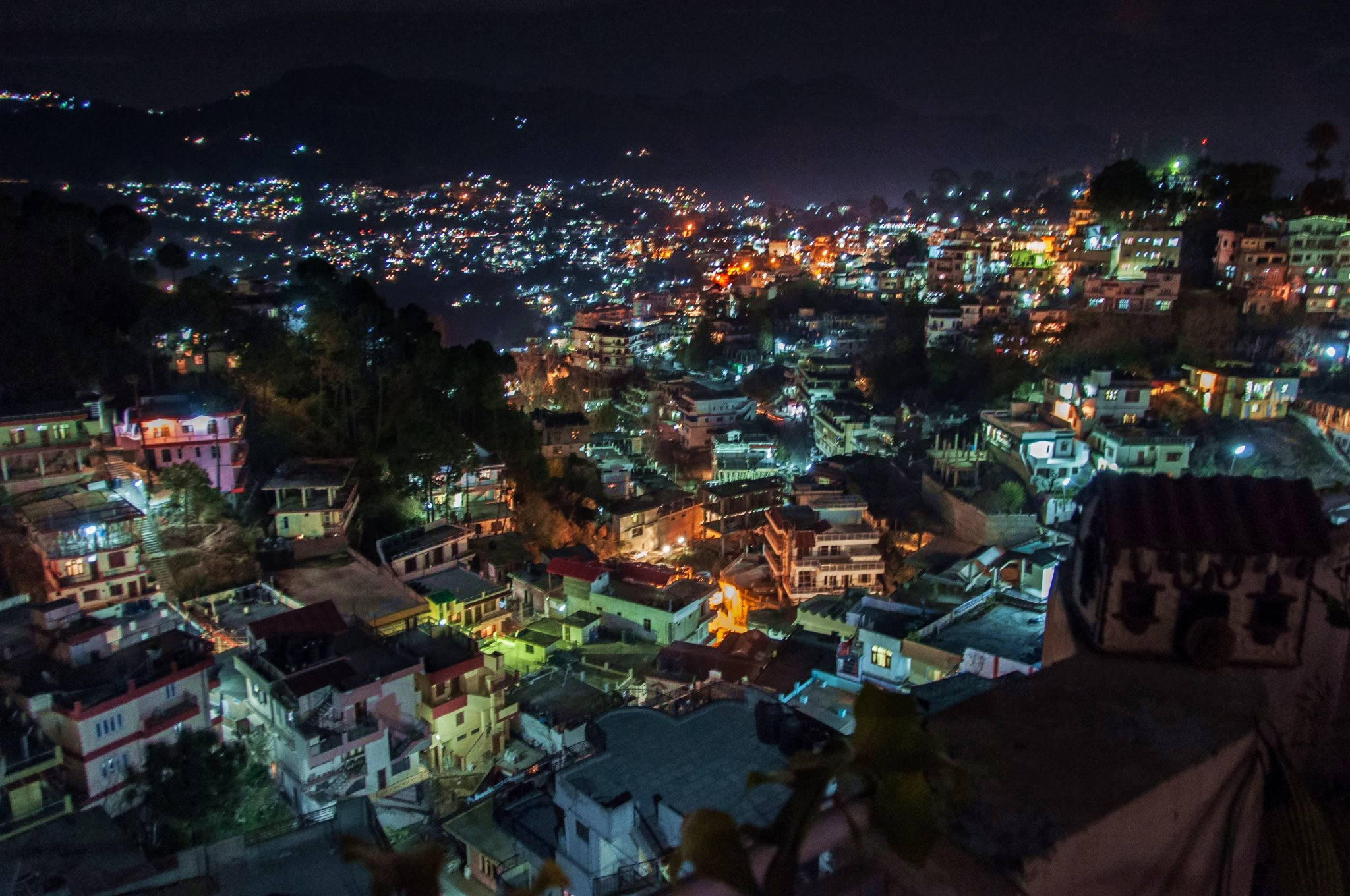
Nattlig vy över Solan.

Solan är en stad i den indiska delstaten Himachal Pradesh, och är huvudort för ett distrikt med samma namn. Folkmängden uppgick till 39 256 invånare vid folkräkningen 2011.